# Noodles (músico)
Noodles, nome artístico de Kevin John Wasserman (Los Angeles, 4 de fevereiro de 1963), é um guitarrista estadunidense. Ele é membro da banda californiana The Offspring desde 1985, onde entrou pelo seu infame talento de conseguir bebidas alcoólicas para os integrantes do grupo, na época menores de idade.
Durante o início da banda, trabalhou como zelador da escola elementar. Antes de Smash ser lançado, ele prometeu a seu chefe que não iria sair antes do final do ano lectivo, mas o surpreendente sucesso de "Come Out and Play (Keep 'Em Separated)" o obrigou a trabalhar para fora. Noodles afirma que gosta das "coisas finas da vida", como o vinho tinto, música clássica, cigarros e poesia. Ele às vezes vai fazer snowboard nas montanhas.

## Equipamento
O guitarrista Noodles geralmente usa guitarras Ibanez, com dois modelos de assinatura, uma com um acabamento de fita adesiva (tipo NDM1) e outra com o logotipo do Offspring com vidros (tipo NDM2), e prefere captadores DiMarzio Tone Zone.
Nos primeiros dias do Offspring, Noodles desempenhou um leque mais vasto de guitarras, incluindo Fender Telecaster, Wangcaster, Ibanez Talman e Gibson Les Paul. Ele também possui outros modelos de guitarra, como guitarras Paul Reed Smith, Fender Stratocaster e outros modelos Fender, guitarras Jackson  e guitarras Gibson. Em uma entrevista ao The Offspring Greatest Hits DVD's, Noodles afirmou que ele deu a sua Stratocaster para um dos personagens que apareceram no vídeo de "Self Esteem" (de seu álbum de 1994, Smash).
Noodles usa amplificadores Mesa / Boogie Mark IV com gabinetes 4x12 armários para a maioria dos registros. Desde o álbum Splinter misturado com amplificadores VHT Classic Lead.
"GC (Entrevistador da Guitar Center): O que você acha dos amplificadores que você tem agora? O que você usa e porquê?" 
"Noodles: Há cerca de um ano, Dexter e eu estávamos usando os amplificadores VHT por o nosso técnico , Steve Masi. VHTs são feitas por um cara chamado Steve Friette, que costumava tocar guitarra em The Dickies. Seu amplificadores são impressionantes e acrescentar muito para nosso som, mas descobrimos que perdemos muito do que a nossa Mesa Boogie Mark IVs tinha para oferecer, por isso corremos tanto amplificadores em uníssono. Os sons que nós estamos começando agora são enormes e ainda bem definida."

## Novo álbum
Em uma entrevista no Rock In Rio de 2017, que aconteceu no Brasil, Dexter Holland e Noodles confirmaram que o sucessor de Days Go By será lançado em 2018.
Dexter falou, “É verdade! Estamos trabalhando nisso.”
Então Noodles entrou na conversa: “Nós estivemos, sim, por um tempo. Nós temos algumas músicas prontas. Nós queremos fazer mais uns pares, e nós definitivamente queremos ter algo em breve. Nossos fãs esperaram tempo demais, eu acho, então queremos dar algo nas mãos deles que eles possam ouvir e segurar, e colocar em suas orelhas”

Em uma possível data de lançamento, Dexter disse, “2018, com certeza!” 